# Рабоче-крестьянская партия (Лихтенштейн)
Рабоче-крестьянская партия (нем. Partei der Unselbständig Erwerbenden und Kleinbauern, Wahlliste der unselbständig Erwerbenden und Kleinbauern) — бывшая политическая партия Лихтенштейна.
Партия была образована членами профсоюзного движения Лихтенштейна с целью защиты прав трудящихся и представительства их интересов в Ландтаге. Принимала участие в парламентских выборах в феврале 1953 года, однако получила лишь 198 голосов и не смогла преодолеть избирательный барьер. Партия не оспаривала результатов выборов и больше никогда не принимала участия в избирательных кампаниях.